# Equipamento urbano

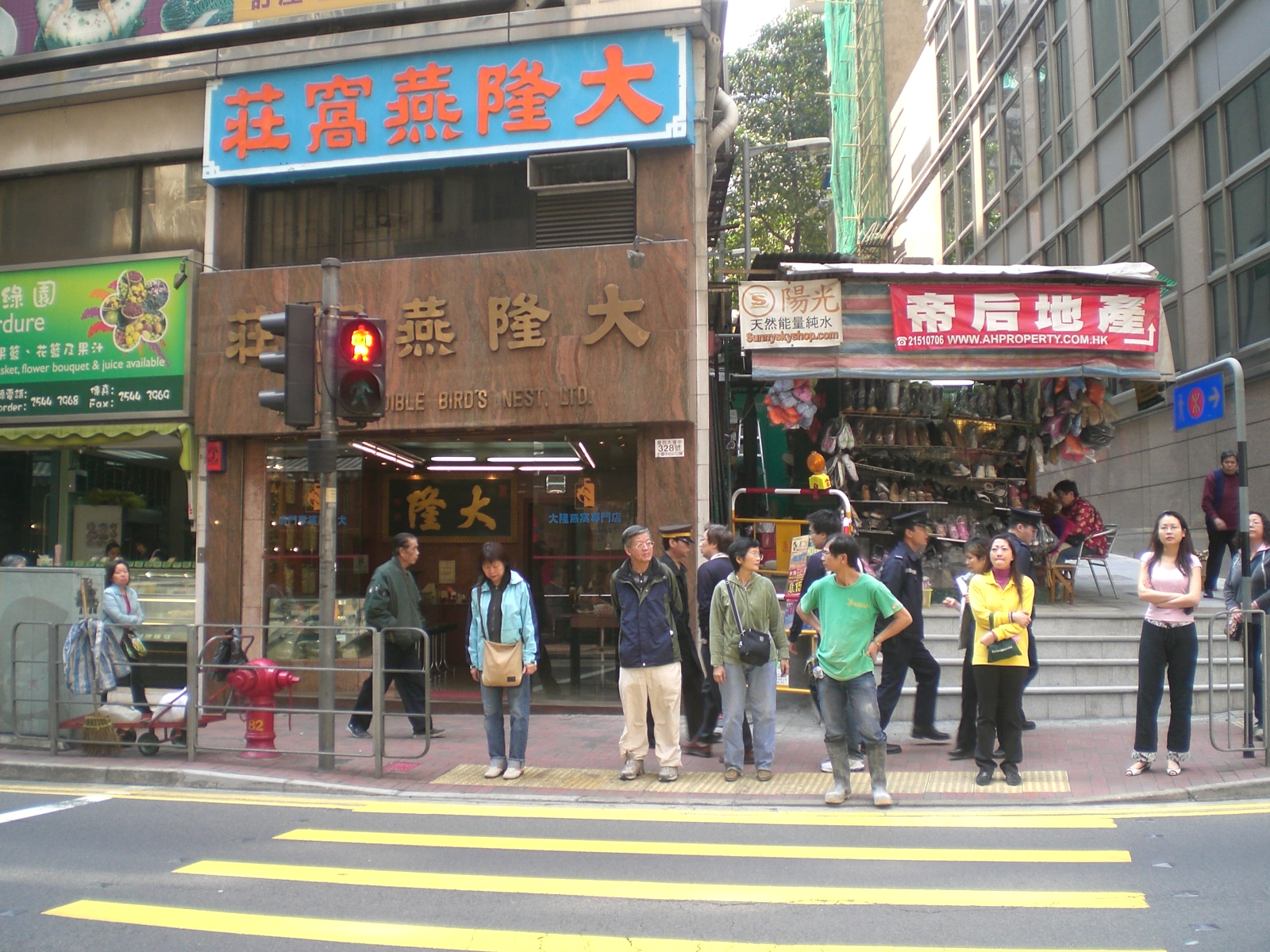
Semáforos e faixas de pedestres são exemplos de equipamento urbano

Equipamento urbano é um termo que designa bens públicos ou privados, de utilidade pública, destinados à prestação de serviços necessários ao funcionamento da cidade, implantados mediante autorização do poder público, em espaços públicos e privados. Isso leva em consideração os aspectos urbanos e as características qualitativas dos equipamentos comunitários.

## Tipos de equipamentos
São considerados equipamentos urbanos comunitários os equipamentos públicos de educação, cultura, saúde, lazer e similares. Também são considerados equipamentos públicos os de abastecimento de água, serviços de esgotos, energia elétrica, coleta de águas pluviais, rede telefônica e gás canalizado.
Equipamentos urbanos são públicos e privados, de utilidade pública, destinados à prestação de serviços necessários ao funcionamento da cidade, implantados mediante à autorização do poder público, em espaços públicos e privados.

Os principais equipamentos urbanos são aqueles qualificam a cidade trazendo conforto para a sociedade, como por exemplo um projeto para ciclovias, que possibilita organizar o fluxo de ciclistas e motoristas, além de possibilitar maior segurança no deslocamento. Outro equipamento urbano importante, é a pavimentação de circulação ou os chamados calçadões. Esses equipamentos são frequentes em cidades turísticas que apresentam calçadas estreitas e um grande fluxo de usuários.